# Matrix (novela)
Matrix es una novela histórica de Lauren Groff, publicada por Riverhead Books el 7 de septiembre de 2021.

## Tema
La cuarta novela de Groff trata sobre una figura histórica "María de Francia, de diecisiete años" expulsada de la corte de su amada Leonor de Aquitania y "enviada a Inglaterra para ser la nueva priora de una abadía empobrecida, con sus monjas al borde de la inanición y acosadas por la enfermedad". Cecily, su doncella y amante en la corte, se ha negado a vivir entre monjas que rezan tanto que están “arriba y abajo todo el día, como marmotas”. Marie, furiosa, solitaria y sensualmente hambrienta comienza a dedicarse a mejorar la situación de su nueva comunidad. Groff describe a Marie como lesbiana, que desarrolla en la abadía durante cinco décadas una "utopía" separatista femenina cuasi mística. 

## Recepción
Matrix recibió críticas muy favorables, con una calificación acumulativa de "Rave" en el sitio web del agregador de reseñas Book Marks, basada en 31 reseñas de libros de críticos literarios convencionales.  La novela debutó en el puesto número once en la lista de libros más vendidos de ficción del New York Times durante la semana que finalizó el 11 de septiembre de 2021.  Publishers Weekly, en su reseña destacada, elogió la "narrativa audazmente original" de Groff y su "prosa trascendente y escenarios vívidamente descritos" por dar vida a "acontecimientos históricos, desde las Cruzadas hasta el interdicto papal de 1208 ". Publishers Weekly concluyó: "Groff se ha superado a sí misma con un logro tan radiante como las visiones de Marie".  En su reseña destacada, Kirkus Reviews escribió: "Las frases dignas de marca registrada de Groff aportan un vívido dinamismo a una historia magistral". The Observer la describió como "una extraña y poética pieza de ficción histórica ambientada en una abadía de ensueño, la biografía ficticia de una mística del siglo XII". 
Sin embargo, los historiadores de las mujeres medievales fueron más críticos con la novela, con una reseña en Nursing Clio criticando los "clichés [que] hacen que el mundo medieval de la novela parezca más artificial y más distante del presente de lo que podría" y su "medievalismos sombríos y estancados". 
Matrix fue preseleccionado para el Premio Nacional del Libro de Ficción 2021  y la Medalla Andrew Carnegie a la Excelencia en Ficción 2022.  Fue seleccionado para la lista de los "10 mejores libros de 2021" ' Washington Post.  El expresidente de los Estados Unidos, Barack Obama, nombró a Matrix como uno de sus libros favoritos de 2021. 